# Liatongus tridentatus
Liatongus tridentatus là một loài bọ cánh cứng trong họ Bọ hung (Scarabaeidae).